# Double Springs, Alabama
Double Springs là một thị trấn thuộc quận Winston, tiểu bang Alabama, Hoa Kỳ. Dân số năm 2009 là 971 người, mật độ đạt 91 người/km².